# 扎利夏 (羅夫諾州)
50°25′9″N 26°11′25″E / 50.41917°N 26.19028°E
扎利夏（羅馬化：Zalissia）是烏克蘭西北部的村莊，隸屬里夫內州的里夫內區。該村面積5.5平方公里，海拔高度286米，2001年人口274，人口密度每平方公里49.8人。